# Time 100: Danh sách nhân vật ảnh hưởng nhất trên thế giới năm 2009
Danh sách nhân vật ảnh hưởng nhất trên thế giới năm 2009 là một bản danh sách bình chọn những nhân vật ảnh hưởng đến thế giới trong năm 2009 do tạp chí TIME (Mỹ), công bố vào năm 2009.

## Nhân vật của năm 2008
- Ben Bernanke

## Những nhà lãnh đạo và những nhà cách mạng
- Edward Kennedy
- Gordon Brown
- Christine Lagarde
- Thomas Dart
- Avigdor Lieberman
- Joaquín Guzmán
- Nouri al-Maliki
- Hillary Clinton
- Susilo Bambang Yudhoyono
- Boris Johnson
- Norah al-Faiz
- Elizabeth Warren
- Paul Kagame
- Nicolas Sarkozy
- Angela Merkel
- Wang Qishan
- Xi Jinping
- David McKiernan
- Ashfaq Kayani
- Barack Obama

## Những nhà xây dựng và những nhà sáng tạo
- The Twitter Guys
- T. Boone Pickens
- Ted Turner
- Tessa Ross
- Carlos Slim
- Brad Pitt
- Meredith Whitney
- Suze Orman
- Lauren Zalaznick
- Timothy Geithner
- Nandan Nilekani
- Stella McCartney
- Jamie Dimon
- Sheila Bair
- moot
- Alexander Medvedev
- Alan Mulally
- Robin Chase
- Jack Ma
- Bernie Madoff

## Những người nổi tiếng trong thế giới nghệ thuật và giải trí
- Rush Limbaugh
- M.I.A.
- Sam and Dan Houser
- Kate Winslet
- Werner Herzog
- William Kentridge
- Penélope Cruz
- Lang Lang
- John Legend
- Elizabeth Diller and Ricardo Scofidio
- Gustavo Dudamel
- Jeff Kinney
- Tavis Smiley
- The View
- Zac Efron
- Tina Fey
- Tom Hanks
- Jay Leno
- A.R. Rahman
- Judith Jamison

## Những người hùng và những thần tượng
- Michelle Obama
- Chesley B. Sullenberger
- Richard Phillips
- Seth Berkley
- Michael Eavis
- Leonard Abess
- Hadizatou Mani
- Rick Warren
- Van Jones
- Somaly Mam
- Rafael Nadal
- Suraya Pakzad
- Jeff Bezos
- Tiger Woods
- George Clooney
- Brady Gustafson
- Sister Mary Scullion
- Oprah Winfrey
- Sarah Palin
- Manny Pacquiao

## Những nhà khoa học và những nhà tư tưởng
- Nouriel Roubini
- Amory Lovins
- Jon Favreau
- Dambisa Moyo
- Dan Barber
- Yoichiro Nambu
- Roland Fryer
- Martin Lindstrom
- Barbara Hogan
- David Sheff
- Steven Chu
- Paul Krugman
- Connie Hedegaard
- Daniel Nocera
- Stephan Schuster and Webb Miller
- Nicholas Christakis
- Doug Melton
- Paul Ekman
- Shai Agassi
- Nate Silver